# Jste to, co jíte
Jste to, co jíte je česká reality show o hubnutí. Pořad byl vysílán mezi lety 2006 až 2012. Pořadem provází doktorka Kateřina Cajthamlová a dietolog Petr Havlíček.

## Synopse
Do pořadu se přihlásí obvykle obézní člověk, kterému se doktorka Kateřina Cajthamlová a výživový poradce Petr Havlíček snaží pomoci. Dotyčnému člověku změní jídelníček a životní styl. Začne chodit do posilovny a za pomocí dalších odborníků se snaží o to, aby člověk dosáhl vysněné postavy.

## Účinkující

### Moderátoři
- Kateřina Cajthamlová (2006–2012) – moderátor
- Petr Havlíček (2006–2012) – moderátor
- Otakar Brousek ml. (2006–2012) – průvodce pořadu

### Epizodní výskyt
- Petr Novotný
- Pavel Novotný
- Ludmila Žemberyová
- Naďa Konvalinková
- Petr Fořt
- Hana Kynychová
- Ilona Csáková